# Löslicher Tee

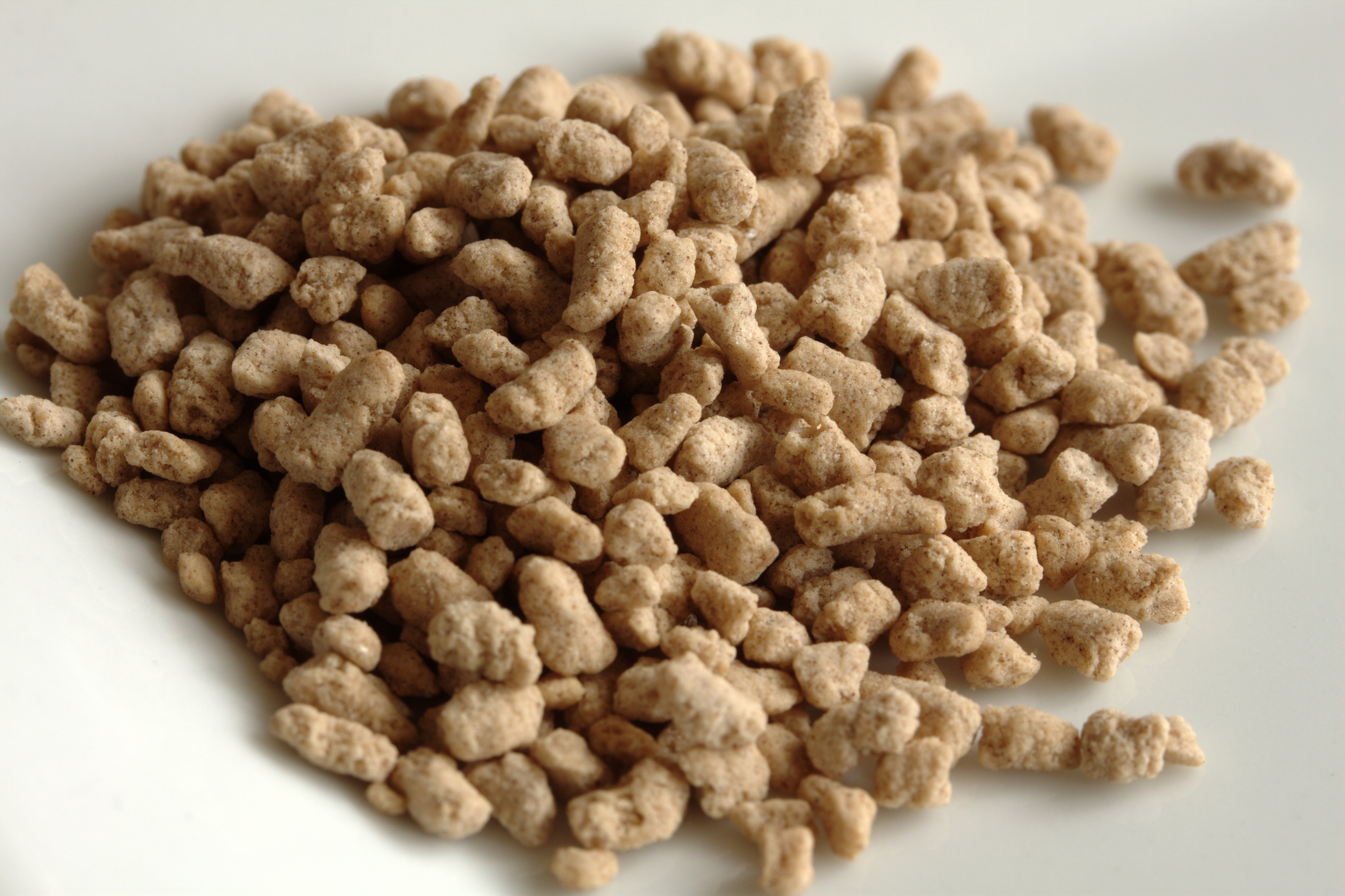
Granulat von löslichem Tee

Als Löslicher Tee, Instanttee oder umgangssprachlich Krümeltee werden verschiedene Getränke bezeichnet.  
Tee-Extrakt in Pulverform wird gewonnen, indem eine wässrige Teelösung extrahiert, konzentriert und sprühgetrocknet wird. Der Extraktanteil beträgt etwa 40 Prozent der verwendeten Teemenge.
Außerdem werden Getränke in Granulatform als Instanttee bezeichnet; im Handel am verbreitetsten ist Zitronentee. Es handelt sich um ein Halbfertigprodukt, das mit heißem oder kaltem Wasser aufgegossen wird. Diese Produkte enthalten außer pulverisiertem Tee-Extrakt (der Anteil beträgt etwa 10 Gramm pro Liter fertigem Getränk) noch Zucker, Dextrose, und/oder Süßstoffe, sowie Aromastoffe und Stabilisatoren. „Da sich in Tee-Extrakten aus Teeflavinen, Teerubigenen und Koffein beim Abkühlen schwerlösliche Niederschläge bilden, sind je 1 kg kaltwasserlöslichem Tee-Extrakt bis zu 100 g Kalium- oder Natriumhydroxid beigemischt.“

## Kindertee-Urteile des BGH
Vielfach wurden und werden Instanttees als Produkt für die Ernährung von Kindern („Kindertee“) vermarktet. Aufgrund des hohen Zuckergehaltes ist Instanttee jedoch schädlich für die Zahngesundheit. In den 1970er- und 1980er-Jahren kam es bei vielen Kindern durch „Dauernuckeln“ an mit Instanttee gefüllten Nuckelflaschen zu einer dauerhaften Schädigung des Gebisses, die als neue Art des Milchzahnkaries erstmals 1981 wissenschaftlich beschrieben wurde. In einigen Fällen mussten wegen des vollständigen Verlusts der Milchzähne Prothesen eingesetzt werden. Ab 1985 warnte das Bundesgesundheitsamt ausdrücklich vor den Gefahren zuckerhaltiger Tees. In der Folge kam es zu Schadenersatzprozessen gegen die Hersteller der Kindertees, die oftmals zugleich auch Nuckelflaschen und Sauger vertrieben. Bekannt wurde der so genannte Kindertee-I-Fall, über den der Bundesgerichtshof im Jahr 1991 entschied. Danach haftete der Hersteller des Kindertees für den entstandenen Gesundheitsschaden, weil er die Verbraucher vor den Gefahren des „Dauernuckelns“ nicht ausreichend gewarnt hatte. Die Entscheidung stellt eine Grundsatzentscheidung des Produkthaftungsrechtes dar. In mehreren weiteren Entscheidungen zu dieser Thematik (Kindertee II-IV) konkretisierte der BGH weitere Voraussetzungen der Produzenten- und Organhaftung.